# 野村芳亭
野村 芳亭（のむら ほうてい、1880年11月13日 - 1934年8月23日）とは、日本の映画監督、脚本家。本名：野村 粂蔵（のむら くめぞう）。

## 来歴
日本映画草創期に活躍した映画監督で、日本映画の基礎を作った功労者の一人である。新派や連鎖劇の興行に関わった後、松竹蒲田撮影所の撮影所長となり、監督を兼任して『地獄船』『母』『カラボタン』などといったメロドラマや喜劇映画を発表する。また、旧劇映画の写実化に努めて『清水次郎長』『女と海賊』を「新時代劇」と銘打って製作し、これが後の時代劇の原型となった。父は浮世絵師の二代目野村芳国、息子は映画監督の野村芳太郎。
1880年（明治13年）11月13日、京都府京都市に生まれる。父の二代目野村芳国は京都・寺町三条で劇場用の背景や看板の製作を業とし、都をどりの背景を独占的に製作していた。父の没後は三代目芳国の名を継ぎ、芝居絵の製作に従事した。父の関係で、若いときから京都劇界に関わり、松竹創始者の白井松次郎、大谷竹次郎とは懇意であった。その一方で興行の才能が有り、松竹所有の新京極歌舞伎座を借用経営したこともあった。
1897年（明治30年）、フランスからシネマトグラフと撮影技師のフランソワ＝コンスタン・ジレルを伴って帰国した稲畑勝太郎が、四条河原町にあった京都電燈本社敷地内で行った日本初の映画試写に立ち会う。日露戦争後の好景気で興行界が活況を呈した時には、キネオラマという電気照明を使用したパノラマが流行し、その背景画や照明でも成功した。大正期は連鎖劇の製作に関わり、松竹の依頼で京都の明治座、京都座などで連鎖興行に協力する。そのとき牧野省三が野村のよきアドバイザーとなり、牧野とは無二の親友となった。
1920年（大正9年）、松竹が本格的に映画製作に進出、当時本郷座の頭取を務めていた野村は松竹の依頼で、6月に松竹キネマ合名社の理事となり、翌1921年（大正10年）には田口桜村の後任として松竹蒲田撮影所の撮影所長に監督兼任で就任する。監督第1作の短編映画『夕刊売』は、新聞の社会記事から取材した貧しい夕刊売りの子供を扱った新派的家庭悲劇で、3日間で製作したが、同年5月に第二松竹館で封切られると評判となり、松竹映画最初の興行的ヒット作となった。第2作の『法の涙』は正直な人力車夫の悲劇を描いた法廷劇で、前作に優る評判となった。以降、「理想は高く、手は低く」をモットーに、これまでの新派悲劇とヘンリー・小谷のアメリカンスタイルをミックスした作品を手掛け、初期の蒲田映画のパターンスタイルを完成させた。また、旧劇映画の写実化を行い、スピーディーな動きとリアルな剣戟を見せようと、従来の旧劇を純映画劇の形式で、現代劇の俳優を配して製作する。その第1作『清水次郎長』、第2作『女と海賊』は「新時代劇」と銘打って公開され、時代劇と呼ぶ端緒となった。
1924年（大正13年）9月、松竹下加茂撮影所の所長へ移動して時代劇映画を撮るが、1926年（大正15年）6月26日に再び蒲田に戻り、以降は現代劇部筆頭監督として活躍。大型メロドラマや喜劇作者として『母』『カラボタン』『金色夜叉』『婦系図』などを製作して興行価値を高めた。
1934年（昭和9年）8月15日、九段の軍人会館で行われた『街の暴風』の完成試写会の席上で脳溢血に倒れ、8月23日午後10時18分に死去。享年53。墓所は東山の西大谷（大谷本廟）にあったが、のちに東京築地本願寺和田堀廟所に移されている。

## 人物・エピソード
野村は若い監督や脚本家に劇の筋立てを口述し、一晩で脚本を書かせたという脚本作りの名人であり、野村の一門からたくさんの名監督、名脚本家が出た。伊藤大輔はその中で最も寵愛された一人で、ほとんど毎週その名を見ぬことはなかったほどだった。野村の弟子には五所平之助、重宗務らがいる。

## 監督作品
Category:野村芳亭の監督映画参照。
- 夕刊売（1921年、松竹キネマ）
- 法の涙（1921年、松竹キネマ）
- 地獄船（1922年、松竹キネマ）
- 清水次郎長（1922年、松竹キネマ）
- 海の呼声（1922年、松竹キネマ）
- 死に行く妻（1923年、松竹キネマ）
- 母（1923年、松竹キネマ）
- 女と海賊（1923年、松竹キネマ）
- 実説国定忠治 雁の群（1923年、松竹キネマ）
- 萩寺心中（1923年、松竹キネマ）
- 幽芳集 乳姉妹（1923年、松竹キネマ）
- 彼女の運命（1924年、松竹キネマ）※池田義信と共同で監督
- 嬰児殺し（1924年、松竹キネマ）
- 女殺油地獄（1924年、松竹キネマ）
- 大尉の娘（1924年、松竹キネマ）
- 元禄女（1924年、松竹キネマ）
- 海賊髑髏船（1925年、松竹キネマ）
- カラボタン（1926年、松竹キネマ）
- 大楠公（1926年、松竹キネマ）
- 父帰る（1927年、松竹キネマ）
- 道呂久先生（1928年、松竹キネマ）
- 富岡先生（1928年、松竹キネマ）
- 民族の叫び（1928年、松竹キネマ）
- 母（1929年、松竹キネマ）
- 金色夜叉（1932年、松竹キネマ）
- 乳姉妹（1932年、松竹キネマ）
- 沈丁花（1933年、松竹キネマ）
- 涙の渡り鳥（1933年、松竹キネマ）
- 婦系図（1934年、松竹キネマ）
- 地上の星座（1934年、松竹キネマ）
- 街の暴風（1934年、松竹キネマ）